# Liste der Naturdenkmale in Kirchheim (Hessen)
Die Liste der Naturdenkmale in Kirchheim nennt die im Gebiet der Gemeinde Kirchheim im Landkreis Hersfeld-Rotenburg in Hessen gelegenen Naturdenkmale.

## Naturdenkmale
| Bild | Bezeichnung      | Ortsteil, Lage                               | Beschreibung     | Art    | Nr.     |
| ---- | ---------------- | -------------------------------------------- | ---------------- | ------ | ------- |
| BW   | Eiche (Quercus)  | Heddersdorf 50° 51′ 8,6″ N, 9° 33′ 8,3″ O    | Eine Eiche       | Eiche  | 3632501 |
| BW   | Linde (Tilia)    | Willingshain 50° 52′ 11″ N, 9° 30′ 39,7″ O   | Eine Linde       | Linde  | 3632502 |
| BW   | Opferstein       | Willingshain 50° 52′ 43,9″ N, 9° 30′ 22,9″ O | Opferstein       |        | 3632503 |
| BW   | Christinenquelle | Willingshain 50° 53′ 15,9″ N, 9° 31′ 18,7″ O | Christinenquelle | Quelle | 3632504 |